# Haemulidae
A Haemulidae a csontos halak (Osteichthyes) főosztályának sugarasúszójú halak (Actinopterygii) osztályába, ezen belül a sügéralakúak (Perciformes) rendjébe tartozó család.
A Haemulidae nevű halcsaládba 19 élő nem és 133 élő faj tartozik.

## Rendszerezésük
A családba az alábbi 19 halnem tartozik:
- Anisotremus Gill, 1861 - 8 faj
- Boridia Cuvier in Cuvier & Valenciennes, 1830 - 1 faj
  - Boridia grossidens Cuvier, 1830
- Brachydeuterus Gill, 1862 - 1 faj
  - Brachydeuterus auritus (Valenciennes, 1832)
- Conodon Cuvier in Cuvier & Valenciennes, 1830 - 3 faj
- Diagramma Oken, 1817 - 5 faj
- Emmelichthyops L. P. Schultz, 1945 - 1 faj
  - Emmelichthyops atlanticus Schultz, 1945
- Genyatremus Gill, 1862 - 4 faj
- Haemulon Cuvier, 1829 - 23 faj
- Haemulopsis Steindachner, 1869 - 4 faj
- Isacia Jordan & Fesler, 1893 - 1 faj
  - Isacia conceptionis (Cuvier, 1830)
- Microlepidotus Gill, 1862 - 2 faj
- Orthopristis Girard, 1858 - 7 faj
- Parakuhlia Pellegrin, 1913 - 1 faj
  - Parakuhlia macrophthalmus (Osório, 1893)
- Parapristipoma Bleeker, 1873 - 4 faj
- Plectorhinchus Lacepède, 1801 - 28 faj
- Pomadasys Lacepède, 1802 - 35 faj
- Xenichthys Gill, 1863 - 3 faj
- Xenistius Jordan & Gilbert, 1883 - 1 faj
  - Xenistius peruanus Hildebrand, 1946
- Xenocys Jordan & Bollman, 1890 - 1 faj
  - Xenocys jessiae Jordan & Bollman, 1890

Korábban a Hapalogenys Richardson, 1844 nevű halnemet is ebbe a családba sorolták, de manapság saját családot, a Hapalogenyidae nevűt alkották meg neki.